# FKアララト・モスクワ
フトボリヌィイ・クループ・アララト・モスクワ（ロシア語: Футбольный клуб Арарат Москва）は、ロシアのモスクワをホームタウンとしたサッカークラブである。

## 歴史
2017年3月20日、アララト・モスクワはモスクワのアルメニア青年協会の支援を受けて創設された。そのため、アルメニア青年協会がクラブの創設者であると考えられている。元サッカー代理人のヴァレリイ・オガネスヤンがオーナー兼会長を務めた。クラブ名は1973年にソビエト連邦サッカーリーグで優勝し、1973年と1975年にUSSRカップで優勝したアルメニアのアララト・エレバンに由来する。アルメニア系クラブであり、アルメニア人のためのクラブとなることを目標の一つとしているが、将来的には、初期にロンドンのユダヤ人コミュニティに支えられ、後に国籍や生まれに関係なく支持されるクラブとなったトッテナムのようになることが期待されている。
2017年はサードディビジョン・モスクワ地域に参加した。4月12日に行われたゼレノグラード戦でデビューし、初勝利を飾った。しかし、後に出場資格のない選手を起用していたことが明らかになったため、デビュー戦は没収試合となり、勝ち点6はく奪と2万ルーブルの罰金を科された。
2017年5月30日、2017-18シーズンのプロフェッショナル・フットボールリーグのライセンスを付与された。同日、元ロシア代表のロマン・パヴリュチェンコを1年契約で獲得した。6月にはアレクセイ・レブコ、マラト・イズマイロフ、セルゲイ・ダヴィドフを獲得した。これほど多くの著名選手の獲得はプロフェッショナル・フットボールリーグの歴史において前代未聞の出来事であった。
2017年8月30日、オガネスヤン会長が健康上の問題を理由に辞任を表明した。翌日、クラブはオガネスヤンがクラブの口座から2,000万ルーブルを引き出し、自分の口座に移していたと発表したが、オガネスヤンはクラブの主張を否定した。9月5日にはアレクサンドル・グリゴリャン監督が9月7日のリャザン戦について「チームにとって、おそらく最後の試合になる」と話したが、9月7日にオガネスヤンがクラブの存続を発表した。同時に騒動について謝罪し、クラブから離れることを発表した。また、両者間の金銭問題は解決済みであることが発表された。9月9日にLifenews創業者のアラム・ガブレリャノフが新オーナーとなり、モスクワのアルメニア人のディアスポラ、主にタシル・グループオーナーのサムヴェル・カラペチャンとアヴィロン共同オーナーのカモ・アヴァグミャンから資金提供を受け、クラブの財政問題が解決していることを発表した。
2017年11月、サムヴェル・カラペチャンが会長に就任した。
2017-18シーズンのプロフェッショナル・フットボールリーグ中央地域で優勝してフットボール・ナショナルリーグに昇格する権利を獲得したが、フットボール・ナショナルリーグのライセンスを取得せず、ロシアでの活動を中止してアルメニアで活動することを決定した。2018-19シーズンはアララト＝アルメニアの名前でアルメニア・プレミアリーグに参加した。

## 獲得タイトル
- ロシア・セカンドディビジョン：1回
  - 2017-18

## 歴代所属選手
- ロマン・パヴリュチェンコ 2017
- アレクセイ・レブコ 2017
- マラト・イズマイロフ 2017
- セルゲイ・ダヴィドフ 2017